# Goniada asiatica
Goniada asiatica är en ringmaskart som beskrevs av Hartman 1971. Goniada asiatica ingår i släktet Goniada och familjen Goniadidae. Inga underarter finns listade i Catalogue of Life.